# 冀州 (廣陵)
冀州，中国東晉时侨置的州。

## 沿革
西晉建興二年（314年），冀州大部陷於石勒，流民南遷至徐州廣陵郡一帶。東晉大興四年（321年），冀州全境陷於後趙。後於廣陵郡僑置冀州，無實土，百姓散居在今扬州市、泰州市、高邮市一带。
義熙六年（410年），滅南燕，收復青州，遂併冀州入徐州，而另在青州僑置冀州。

## 刺史
- 刁弘（隆安中）[3]
- 劉軌（？－402年）
- 孫無終（402年－403年）[4]
- 劉裕（408年－411年）[5]